# Paa feae
Nanorana feae là một loài ếch trong họ Ranidae.
Nó được tìm thấy ở Trung Quốc và Myanmar.
Các môi trường sống tự nhiên của chúng là các khu rừng vùng núi ẩm nhiệt đới hoặc cận nhiệt đới và sông.